# ريتشل هامبتون
ريتشل هامبتون (بالإنجليزية: Rachel Hampton)‏ هي لاعب هوكي الحقل أسترالية، ولدت في 24 يناير 1975.